# Withania frutescens

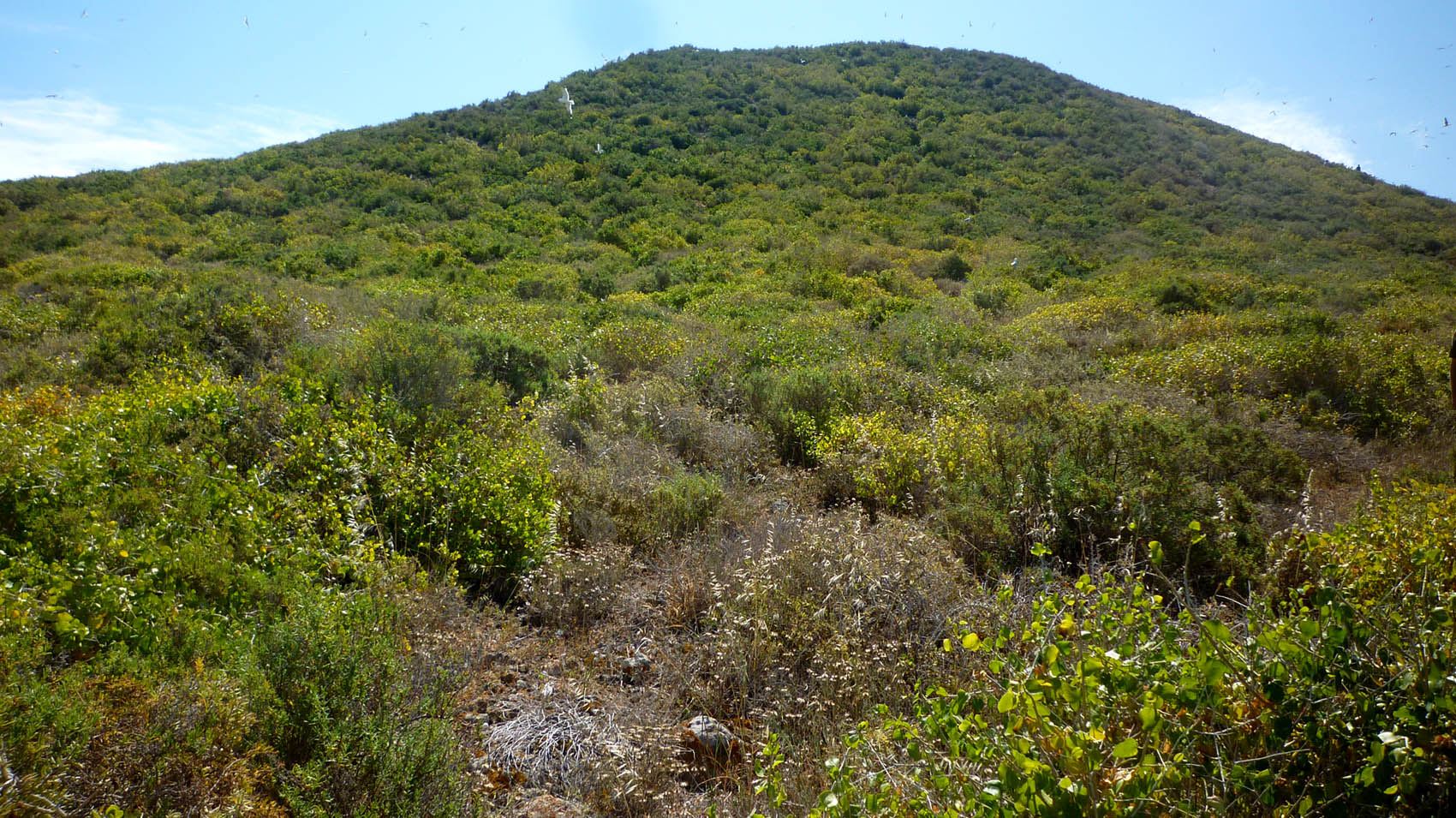
Comunidad de orovales en la Isla Grosa (Región de Murcia)

Withania frutescens, oroval o bufera, es una solanácea iberoafricana que se puede encontrar en el sur y este de la península ibérica (Andalucía, Región de Murcia y Comunidad Valenciana), en las islas Baleares, en Marruecos y en Argelia.

## Descripción
Se trata de un arbusto que puede alcanzar hasta tres metros de altura, si bien normalmente suele alcanzar un metro y medio. 
Florece de mayo a junio y pierde las hojas al llegar el verano. Las bayas son verdosas y miden entre 7 y 8 mm de diámetro.

## Taxonomía
Withania frutescens fue descrita por Linneo Pauquy y publicado en  De la Belladone . . . Paris 14, en el año 1825.
Nombre común
- Castellano: campanillera, malahembra, oroval, orovales, paternostrera.[3]

Sinonimia
- Atropa frutescens L. basónimo[4]